# Equinor
Equinor ASA (OSE: EQNR, abans Statoil i StatoilHydro) és una empresa multinacional energètica noruega amb seu a Stavanger, Noruega. Es tracta d'una empresa d'energia petrolera i eòlica amb operacions a trenta-sis Estats. Per ingressos, mentre es denominà Statoil, l'any 2013 fou classificada per la revista Forbes com l'onzena companyia mundial de petroli i gas i la vint-i-sisena companyia més gran, independentment de la indústria, per benefici del món. La companyia té uns 20.200 empleats.
Al 2007 l'actual companyia es formà per la fusió de Statoil amb la divisió de petroli i gas de Norsk Hydro.
A partir del 2017 el Govern de Noruega esdevingué l'accionista majoritari amb el 67% de les accions, mentre que la resta seguiren sent accions de titularitat pública, tenint la gestió dels interessos de l'empresa a càrrec del Ministeri del Petroli i l'Energia de Noruega. L'empresa té la seu i direcció a Stavanger, mentre que la majoria de les actuals operacions internacionals es dirigeixen des de Fornebu.
L'any 2018 s'adoptà el nom d'Equinor format per la combinació d'«equi», l'arrel de paraules com equidistància o equilibri, i «ni», cosa que indica que l'empresa és d'origen noruec. L'antic nom de Statoil volia dir en noruec «State-Oil», que indica que la companyia petroliera és de propietat estatal.